# Bettelainville
Bettelainville település Franciaországban, Moselle megyében. Lakosainak száma 624 fő (2022. január 1.). Bettelainville Aboncourt, Flévy, Luttange, Saint-Hubert és Vigy községekkel határos.

## Népesség
A település népességének változása:
| Lakosok száma | 348  | 511  | 513  | 607  | 634  | 630  | 625  | 622  | 623  | 624  |
|               | 1968 | 1982 | 1990 | 2006 | 2013 | 2015 | 2017 | 2019 | 2020 | 2022 |